# Monobrachium drachi
Monobrachium drachi is een hydroïdpoliep uit de familie Monobrachiidae. De poliep komt uit het geslacht Monobrachium. Monobrachium drachi werd in 1963 voor het eerst wetenschappelijk beschreven door Marche-Marchad. 